# Alkiškiai
Alkiškiai är en ort i Litauen. Den ligger i den nordvästra delen av landet, 230 km nordväst om huvudstaden Vilnius. Alkiškiai ligger 76 meter över havet och antalet invånare är 444.
Terrängen runt Alkiškiai är mycket platt. Runt Alkiškiai är det ganska glesbefolkat, med 35 invånare per kvadratkilometer. Närmaste större samhälle är Naujoji Akmene, 4,8 km nordost om Alkiškiai. Trakten runt Alkiškiai består till största delen av jordbruksmark.